# قائمة رموز تمييز الراتنج
رموز تمييز الراتنج وكثيرا ما يختصر RIC، هو مجموعة من الرموز التي تظهر على البلاستيك التي تحدد راتنج البلاستيك التي صنعت هذا المنتج. تم تطويره في الأصل من قبل جمعية صناعة البلاستيك (الآن رابطة صناعة البلاستيك) في عام 1988، ولكن كانت تدار من قبل الجمعية الأمريكية لاختبار المواد ASTM الدولية منذ عام 2008.

## التسمية
في كيمياء البوليمر وعلم المواد، الراتنج هو مادة صلبة أو شديدة اللزوجة من أصل نباتي أو اصطناعي قابلة للتحويل عادة إلى بوليمرات. الريسينات هي عادة خليط من المركبات العضوية.

## مدلول الأرقام
- "1" يعني أن المنتج مصنوع من البولي ايثلين تيريفثاليت (PET) (عبوات المشروبات، الكؤوس، التعبئة والتغليف الأخرى، إلخ.)
- "2" يدل على البولي اثيلين عالي الكثافة (HDPE) (الزجاجات والأكواب إبريق الحليب، إلخ.)
- "3" يدل على البولي فينيل كلوريد (PVC) (الأنابيب، انحياز، الأرضيات، الخ.)
- "4" يدل على البولي اثيلين منخفض الكثافة (LDPE) (أكياس البلاستيك، ستة حزمة حلقات الأنابيب، إلخ.)
- "5" يدل على البولي بروبلين (PP) (قطع غيار السيارات، الألياف الصناعية، حاويات المواد الغذائية، إلخ.)
- "6" يدل البوليستيرين (PS) (البلاستيك والأواني، الستايروفوم، الصواني الكافتيريا، إلخ.)
- "7" يدل البلاستيك الأخرى، مثل الاكريليك، نايلون، البولي وعديد حمض اللبنيك (PLA).

## جدول الرموز
| رقم إعادة التدوير | صورة | صورة بديلة #1 | صورة بديلة #2 | الاختصار      | اسم البوليمر | الاستخدامات | إعادة التدوير |
| ----------------- | ---- | ------------- | ------------- | ------------- | --- | --- | --- |
| 1                 | ♳    |               |               | PETE or PET   | بولي إيثيلين تيرفثالات أو تريفثالات الإيثيلين المتعدد أو تريفثالات متعدد الإيثيلين أو (بالإنجليزية: Polyethylene Terephthalate)‏            | عبوات الصودا، عبوات المياه، عبوات الأدوية، عبوات الفول السوداني، عبوات الجيلي، الأمشاط، الحبال، أكياس التسوق، السجاد                                                                    | يتم إعادة تدويرهامن خلال معظم برامج إعادة التدوير، |
| 2                 | ♴    |               |               | HDPE or PE-HD | بولي إيثيلين عالي الكثافة أو متعدد الإيثيلين عالي الكثافة أو الإيثيلين المتعدد عالي الكثافة أو (بالإنجليزية: High-density Polyethylene)‏    | زجاجات، أكياس البقالة، الحليب والعصائر، صناديق إعادة التدوير، الأنابيب الزراعية، أكواب القاعدة، مواقف السيارات، معدات الملعب، وأخشاب البلاستيك                                          | يتم تدويرهامن خلال معظم برامج إعادة التدوير، |
| 3                 | ♵    |               |               | PVC or V      | كلوريد البوليفاينيل أو كلوريد متعدد الفاينيل أو كلوريد الفاينيل المتعدد أو (بالإنجليزية: Polyvinyl chloride)‏                               | الأنابيب، نافذة جانبية، ، سياج، الأرضيات، ستائر الدش، كراسي الحديقة، العبوات الغير غذائية، وألعاب الأطفال.                                                                              | أعيد تدويرها على نطاق واسع في أوروبا ؛ |
| 4                 | ♶    |               |               | LDPE or PE-LD | بولي إيثيلين منخفض الكثافة أو متعدد الإيثيلين منخفض الكثافة أو الإيثيلين المتعدد منخفض الكثافة أو (بالإنجليزية: Low-density Polyethylene)‏  | الحقائب البلاستيكية، ست حلقات، عبوات متنوعة، زجاجات صرف، زجاجات غسيل، أنابيب، معدات المخبرية المختلفة                                                                                   | لا يتم إعادة تدوير LDPE في كثير من الأحيان من خلال برامج التدوير، ولكن بعض المجتمعات ستقبله. يمكن إعادة أكياس التسوق البلاستيكية إلى العديد من المتاجر لإعادة تدويرها. |
| 5                 | ♷    |               |               | PP            | بوليبروبيلين أو متعدد البروبيلين أو بروبيلين متعدد أو (بالإنجليزية: Polypropylene)‏                                                         | قطع غيار سيارات، ألياف صناعية، حاويات الطعام، وأدوات المائدة | يمكن إعادة تدوير البلاستيك رقم 5 من خلال بعض البرامج . |
| 6                 | ♸    |               |               | PS            | بوليستيرين أو متعدد الستيرين أو ستيرين متعدد أو (بالإنجليزية: Polystyrene)‏                                                                 | إكسسوارات المكتب وصواني الكافتيريا والأواني البلاستيكية والألعاب وأشرطة الفيديو والأغلفة وحاويات صدفي وفول سوداني للتغليف ولوح عزل ومنتجات البوليسترين الموسعة الأخرى (مثل الستايروفوم) | يمكن إعادة تدوير البلاستيك رقم 6 من خلال بعض البرامج الجانبية. |
| 7                 | ♹    |               |               | OTHER or O    | مواد بلاستيكية أخرى، مثل الأكريليك والنايلون والبولي كربونات وحامض اللبنيك (بلاستيك حيوي) ومجموعات متعددة الطبقات من مواد بلاستيكية مختلفة | الزجاجات، تطبيقات الخشب البلاستيكية، المصابيح الأمامية العدسات، ودروع / نظارات السلامة.                                                                                                 | لم يتم إعادة تدوير البلاستيك رقم 7 تقليديًا، على الرغم من أن بعض البرامج الحالية تأخذها الآن.                                                                           |

## الحوسبة
الرموز المختلفة ممكن أن تكتب بالشكل التالي  ♳ (U+2673), ♴ (U+2674), ♵ (U+2675), ♶ (U+2676), ♷ (U+2677), ♸ (U+2678) ، ♹ (U+2679). ♺ (U+267A) هو جزء من الرمز دون رقم أو اختصار.